# 센슈 대학
센슈 대학(일본어: 専修大学)는 일본 도쿄도 지요다구와 가나가와현 가와사키시에 있는 유명 사립 대학이다.

## 연혁
센슈 대학의 기원은 1880년 9월에 설립된 사립 법률학교이다.
- 1880년 센슈 학교(専修学校) 설립. 법률과와 경제과를 설치.
- 1885년 현 간다(神田) 캠퍼스에 이전.
- 1893년 법률과를 폐지.
- 1904년 전문학교로 승격.
- 1913년 사립 센슈 대학으로 개칭.
- 1919년 센슈 대학으로 개칭.
- 1922년 대학령에 의한 대학으로 승격.
- 1923년 경제학부 설치.
- 1927년 법학부 설치.
- 1949년 신제(新制) 센슈 대학 발족. 이쿠타(生田) 캠퍼스 개설.

## 캠퍼스
- 간다(神田) 캠퍼스: 대학 본부, 법학부, 국제커뮤니케이션학부 캠퍼스.
- 도쿄도 지요다구 간다진보초(神田神保町) 3-8.
- 이쿠타(生田) 캠퍼스: 경제학부, 상학부, 경영학부, 문학부, 네트워크정보학부 캠퍼스.
- 가나가와현 가와사키시 다마구(多摩区) 히가시미타(東三田) 2-1-1.

## 조직

### 학부
경제학부
- 현대경제학과
- 생활환경제학과
- 국제경제학과

법학부
- 법률학과
- 정치학과

경영학부
- 비지니스디자인학과
- 경영학과

상학부
- 마케팅학과
- 회계학과

문학부
- 일본문학문학과
- 영어영미문학과
- 철학과
- 역사학과
- 환경지리학과

네트워크정보학부
- 네트워크정보학과

인간과학부
- 심리학과
- 사회학과

국제커뮤니케이션학부
- 일본어학과
- 이문화커뮤니케이션학과

### 대학원
- 경제학 연구과
- 법학 연구과
- 문학 연구과
- 경영학 연구과
- 상학 연구과

전문직 대학원
- 법무 연구과 (법과대학원)

### 부속 기관
- 도서관
- 연구소
  - 사회과학 연구소
  - 회계학 연구소
  - 경영 연구소
  - 상학 연구소
  - 법학 연구소
  - 인문과학 연구소
  - 사회체육 연구소
  - 자연과학 연구소
  - 정보과학 연구소
  - 이마무라(今村) 법률 연구실